# Rochester Zeniths
I Rochester Zeniths sono stati una franchigia di pallacanestro della AABA e della CBA, con sede a Rochester, nello stato di New York, attivi tra il 1977 e il 1983.
Nella loro stagione inaugurale vinsero il titolo nella AABA, terminando la stagione con un record di 10-1.
Si trasferirono in seguito nella CBA, dove vinsero il titolo nel 1979 e nel 1981, perdendo la finale del 1980. Scomparvero dopo la stagione 1982-83.

## Stagioni
| Stagione | Lega | Denominazione     | V  | P  | %    | Piazzamento | Play-off           |
| -------- | ---- | ----------------- | -- | -- | ---- | ----------- | ------------------ |
| 1978     | AABA | Rochester Zeniths | 10 | 1  | 90,9 | 1º          | Campioni           |
| 1978-79  | CBA  | Rochester Zeniths | 36 | 12 | 75,0 | 1º          | Campioni           |
| 1979-80  | CBA  | Rochester Zeniths | 31 | 15 | 67,4 | 1º          | Finale CBA         |
| 1980-81  | CBA  | Rochester Zeniths | 34 | 6  | 85,0 | 1º          | Campioni           |
| 1981-82  | CBA  | Rochester Zeniths | 29 | 17 | 63,0 | 2º          | Finale di division |
| 1982-83  | CBA  | Rochester Zeniths | 29 | 15 | 65,9 | 1º          | Finale di division |

## Palmarès
- Continental Basketball Association: 2

1979, 1981